# Němětice
Němětice falu és önkormányzat (obec) Csehország Dél-csehországi kerületének Strakonicei járásában. Területe 3,69 km², lakosainak száma 116 (2008. 12. 31). A falu Strakonicétől mintegy 8 km-re délre, České Budějovicétől 50 km-re északnyugatra, és Prágától 107 km-re délre fekszik.
A település első írásos említése 1315-ből származik.

## Nevezetességek
- Kápolna a falu főterén.

## Népesség
A település népessége az elmúlt években az alábbi módon változott:
| Lakosok száma | 198  | 200  | 203  | 147  | 139  | 116  | 109  | 112  | 113  | 123  |
|               | 1869 | 1900 | 1921 | 1961 | 1980 | 2011 | 2016 | 2019 | 2021 | 2024 |